# Larin Paraske
Larin Paraske (27 décembre 1833 -3 janvier 1904) est une poétesse orale ingrienne. Elle est considérée comme une figure clé de la poésie folklorique finlandaise et est surnommée la « Mnémosyne finlandaise ». Parmi ses auditeurs fréquents figurent plusieurs artistes nationalistes romantiques tels que Jean Sibelius, qui cherche l'inspiration dans ses interprétations de Kalevala, un poème épique composé du folklore finlandais par Elias Lönnrot. Paraske peut réciter plus de 32 000 vers de poésie, ce qui fait d'elle une importante source de la culture carélienne.

## Biographie
Paraske est née sous le nom de Paraskeva Nikitina, son nom russe officiel, à Lempaala dans le nord de l'Ingrie. Son père Mikitta Mikitanpoika (1802-1851) est un paysan sans terre, un lampuoti, qui loue une ferme. Ses deux parents sont des ingriens. Paraske commence la poésie très tôt en mémorisant tous les poèmes connus dans la région et en créant beaucoup plus par elle-même. Ses frères et sœurs, Timon Tarja et Kondrolan Maura, sont également des poètes prolifiques. La mère de Paraske, Tatiana Vasilovna meurt en 1848 et son père, trois ans plus tard, en 1851. 
En 1853, Paraske épouse un paysan nommé Kaurila Teppananpoika, ou Gavril Stepanov, du village de Vaskela à Sakkola (plus tard municipalité de Metsäpirtti) dans le gouvernement de Vyborg.  Son mari, âge de 20 ans de plus qu'elle, est malade mais le couple eut neuf enfants entre 1855 et 1878. Cependant, seuls trois d'entre eux survivent jusqu'à l'âge adulte. En plus de ses propres enfants, Paraske s'occupe de 50 orphelins de Saint-Pétersbourg. Sa vie est dure car le gagne-pain de la famille dépend de son revenu. Elle devient finalement veuve en 1888. 
La vie de Paraske change à partir de 1887, lorsqu'elle attire l'attention de l'homme d'Église Adolf Neovius, qui documente la poésie folklorique nationale.  Neovius reconnait son talent et paie à Paraske un rouble par heure pour chanter sa poésie. Avec cet argent, Paraske peut sauver sa maison de la saisie. Après plusieurs années de travail, il réussit à documenter environ 1 200 poèmes, 1 750 proverbes et 336 énigmes, ainsi que plusieurs lamentos finnois appelés itkuvirsi, exécutés en pleurant et en sanglotant. A. Borenius-Lähteenkorva a déjà écrit ses poèmes en 1877, mais cet ouvrage n'en compte alors que 26. 
En 1891, Neovius s'installe à Porvoo et Paraske s'y rend avec lui pour mener à bien leur projet. Au cours des années 1891 à 1894, elle donne plusieurs représentations à Porvoo et à Helsinki, devenant très populaire. Son chant sur les runes, souvent inspiré du kalevala, influence plusieurs artistes de premier plan : le Kullervo op. 7 de Jean Sibelius contient des éléments du style de chant hypnotique et incantatoire de Paraske. Albert Edelfelt et Eero Järnefelt peignent des portraits de Paraske en 1893. 
Paraske retourne à Vaskela, Sakkola, en 1894. Malgré son succès, elle reste pauvre. Sa maison est vendue pendant l'été de 1899 en raison d'arriérés d'impôts et elle doit déménager dans le sauna de son voisin. La Société finlandaise de littérature accorde à Paraske une pension d’artiste en 1901, mais elle ne peut surmonter ses problèmes financiers. Elle meurt démunie à Sakkola en 1904.

## Hommages

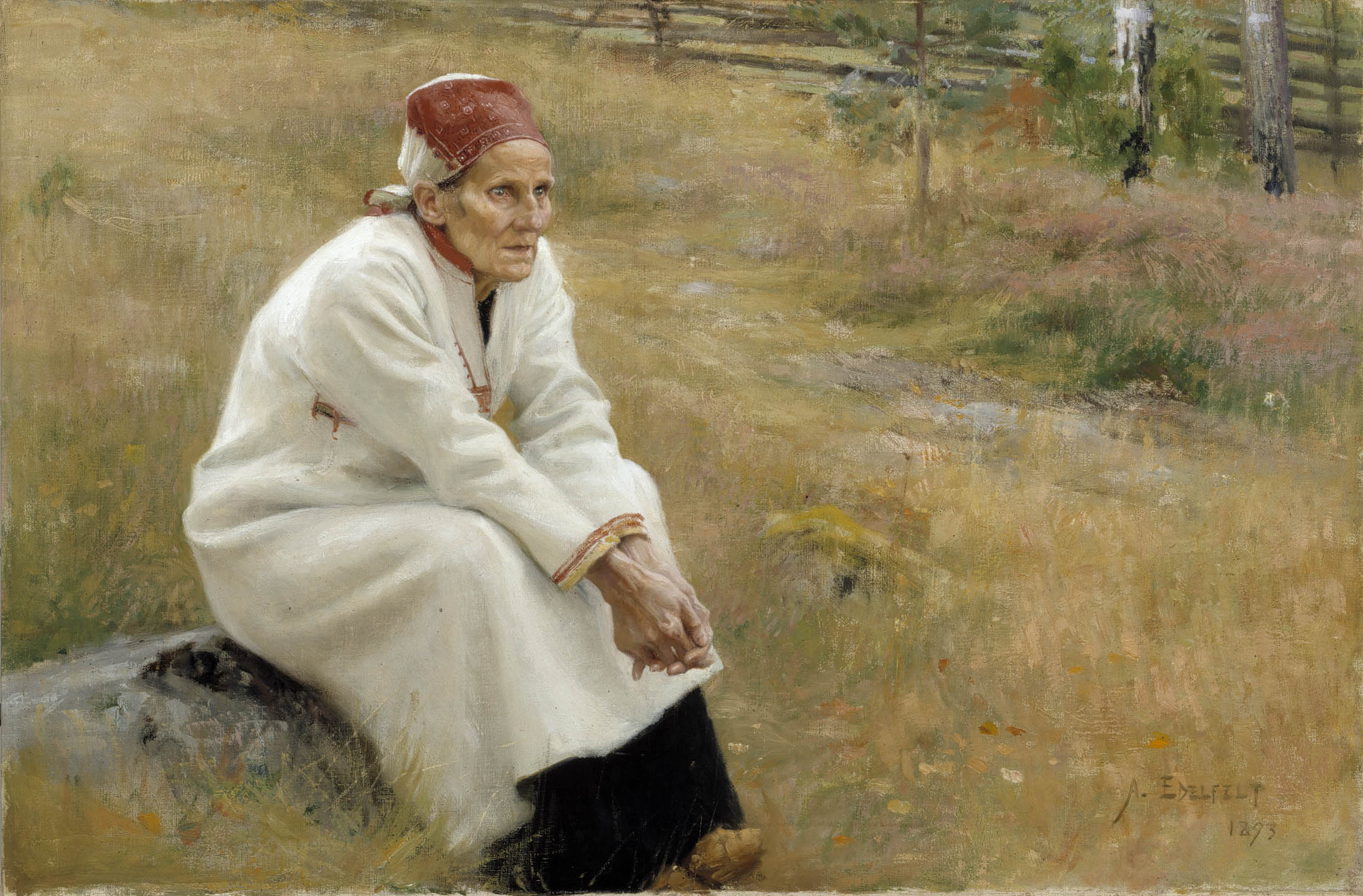
Portrait de Paraske par Edelfelt en 1893

- En 1936, le sculpteur Alpo Sailo créé une statue de Paraske pour le bâtiment Kalevala, qui ne fut finalement pas construit. La statue est donc érigée en 1949 dans le parc Hakasalmi, près de Mannerheimintie, à Helsinki[4].
- En 2004, Paraske est classée 87e du Suuret suomalaiset, un vote organisé par Yle, la société finlandaise de radiodiffusion, pour déterminer les « 100 plus grands Finlandais »[3].
- Une rue porte son nom dans le quartier de Kaarela à Helsinki[9].

## Dans la culture populaire
- Une de ses descendantes Eeva Litmanen (fi), joue son rôle dans le film Larin Paraske – rautamuurahaisten sukua en 2000[10].
- Le film Sijan tiijän missä synnyin. Kuvia ja kuvitelmia Larin Parasken elämästä (Où je suis née. Images de la vie de Larin Parasken) est tourné en 1981 par Sakari Puurunen (fi) avec Eeva-Kaarina Volanen (en)[11].